# Potočanje
Potočanje (cyr. Поточање) – wieś w Serbii, w okręgu zlatiborskim, w mieście Užice. W 2011 roku liczyła 509 mieszkańców.